# Іванов Сергій Сергійович (арбітр)
Сергій Сергійович Іванов (рос. Сергей Сергеевич Иванов; 5 червня 1984, Ростов-на-Дону) — російський футбольний арбітр. Арбітр ФІФА та УЄФА з 2014 року. Судить матчі в Прем'єр-Лізі з 2012 року.

## Суддівська кар'єра
24 березня 2012 року Іванов обслужив свій перший матч у чемпіонаті Росії. У матчі між «Краснодар» і «Амкар» (Перм) (0–1 на користь гостей) арбітр тричі показав жовту картку.
У єврокубках дебютував 17 липня 2014 року під час матчу другого кваліфікаційного раунду Ліги Європи УЄФА між командами «Астана» та «Хапоель» з Тель-Авіва. Гра закінчилася з рахунком 3–0 на користь «Астани», а Іванов показав три жовті картки та одну червону картку.
Свій перший міжнародний матч на рівні збірних він відсудив 18 листопада 2014 року, коли команда Білорусі перемогла з рахунком 3–2 команду Мексики. Під час цього матчу Іванов показав п'ять карток.
Сергій Іванов судив фінал Кубка Росії 2021 року.
Він також працював на чемпіонаті Європи U-19 2019 року у Вірменії.